# Eccellenza Sardegna 2004-2005
Il campionato italiano di calcio di Eccellenza regionale 2004-2005 è stato il quattordicesimo organizzato in Italia. Rappresenta il sesto livello del calcio italiano.
Questi sono i gironi organizzati dal comitato regionale della regione Sardegna.

## Squadre partecipanti
| Squadra                  | Città                                        |
| ------------------------ | -------------------------------------------- |
| U.S. Barisardo           | Bari Sardo (NU)                              |
| U.S. Castelsardo         | Castelsardo (SS)                             |
| Pol. Gialeto             | Serramanna (CA)                              |
| Pol. La Palma Alghero    | Santa Maria La Palma (fraz. di Alghero) (SS) |
| A.S. Macomer             | Macomer (NU)                                 |
| U.S. Nuorese             | Nuoro (NU)                                   |
| U.S. Nuova Monreale      | San Gavino Monreale (SU)                     |
| A.P.D. Quartu 2000       | Quartu Sant'Elena (CA)                       |
| P.S.F. Sant'Elena Quartu | Quartu Sant'Elena (CA)                       |
| U.S. San Teodoro         | San Teodoro (OT)                             |
| G.S. Selargius           | Selargius (CA)                               |
| Pol. Taloro              | Gavoi (NU)                                   |
| S.S. Tavolara            | Olbia (OT)                                   |
| U.S. Tempio              | Tempio Pausania (SS)                         |
| S.P. Tharros             | Oristano (OR)                                |
| U.S. Tortolì Calcio 1953 | Tortolì (NU)                                 |

## Classifica finale
|  | Pos. | Squadra                                  | Pt | G  | V  | N | P  | GF | GS | DR  |
|  | ---- | ---------------------------------------- | -- | -- | -- | - | -- | -- | -- | --- |
|  | 1.   | A.S. Nuorese Calcio, Nuoro               | 82 | 30 | 26 | 4 | 0  | 87 | 16 | +71 |
|  | 2.   | U.S. Castelsardo, Castelsardo            | 68 | 30 | 20 | 8 | 2  | 67 | 35 | +32 |
|  | 3.   | U.S. Tempio, Tempio Pausania             | 64 | 30 | 20 | 4 | 6  | 59 | 22 | +37 |
|  | 4.   | A.S.D. Selargius Calcio, Selargius       | 48 | 30 | 15 | 3 | 12 | 37 | 47 | -10 |
|  | 5.   | Pol. Tharros, Oristano                   | 43 | 30 | 12 | 7 | 11 | 38 | 43 | -5  |
|  | 6.   | U.S. San Teodoro, San Teodoro            | 42 | 30 | 12 | 6 | 12 | 46 | 40 | +6  |
|  | 7.   | Pol. La Palma, Alghero                   | 42 | 30 | 11 | 8 | 10 | 38 | 44 | -6  |
|  | 8.   | Pol. Gialeto, Serramanna                 | 41 | 30 | 12 | 5 | 13 | 28 | 40 | -12 |
|  | 9.   | S.S. Tavolara Calcio, Tavolara           | 39 | 30 | 10 | 9 | 11 | 33 | 35 | -2  |
|  | 10.  | Pol. Taloro Gavoi, Gavoi                 | 36 | 30 | 10 | 6 | 14 | 34 | 47 | -13 |
|  | 11.  | A.S. Macomer, Macomer                    | 32 | 30 | 10 | 6 | 14 | 50 | 64 | -14 |
|  | 12.  | A.P.D. Quartu 2000, Quartu Sant'Elena    | 33 | 30 | 9  | 6 | 15 | 29 | 43 | -14 |
|  | 13.  | U.S. Tortolì Calcio 1953, Tortolì        | 33 | 30 | 9  | 6 | 15 | 37 | 45 | -8  |
|  | 14.  | P.S.F. Sant'Elena, Quartu Sant'Elena     | 26 | 30 | 8  | 2 | 20 | 37 | 56 | -19 |
|  | 15.  | U.S. Nuova Monreale, San Gavino Monreale | 24 | 30 | 5  | 5 | 20 | 28 | 56 | -28 |
|  | 16.  | U.S. Barisardo, Barisardo                | 17 | 30 | 4  | 5 | 21 | 19 | 58 | -39 |

|}